# 独立国家共同体
独立国家共同体（どくりつこっかきょうどうたい、露: Содружество Независимых Государств, 略称: СНГ、英: Commonwealth of Independent States, 略称: CIS）は、ソビエト連邦の崩壊時に、ソビエト連邦を構成していた共和国によって結成された国家連合。本部はミンスクにある。
バルト三国を除く全てのソビエト連邦構成国が「参加」したが、ジョージアが2009年に、ウクライナが2018年に脱退した。また、トルクメニスタンが2005年12月に国連から永世中立国を承認された事で「準加盟国」へ転じた。2023年10月現在での参加国は、加盟国のロシア、ベラルーシ、モルドバ、ウズベキスタン、カザフスタン、キルギス、タジキスタン、アゼルバイジャンおよびアルメニアと準加盟国のトルクメニスタンの10か国である。

## 沿革

CSTO加盟国
GUAM加盟国
その他の加盟国

### 前史
ソビエト連邦が1980年代後半から機能不全を起こし急速に弱体化が進む中、ソビエト連邦共産党書記長（最高指導者）のミハイル・ゴルバチョフは連邦を構成する各共和国に大幅に権限を委譲する新連邦条約を1991年8月20日に調印する予定であったが、その前日の8月19日、これに反対する国家非常事態委員会によるクーデターが勃発することでいったん調印は見送られた。このクーデターは数日で鎮圧され、復帰したゴルバチョフは新連邦条約の締結を再度めざしたものの、ソ連政府の威信低下はもはや明らかであり、各共和国でも完全独立論が台頭するようになった。それでも11月にはいくつかの共和国が条約に調印し、「主権国家連邦」の発足が決定したものの、有力共和国の一つであるウクライナ・ソビエト社会主義共和国が12月に国民投票を行い、90％以上の賛成を得て完全独立を決定すると、ソ連の崩壊は決定的となった。

### 創設
上記のウクライナ国民投票の結果を受けて、1991年12月8日、ロシア連邦大統領ボリス・エリツィン、ウクライナの大統領レオニード・クラフチュク、ベラルーシ最高会議議長スタニスラフ・シュシケビッチは、ベラルーシのベロヴェーシの森で、ソビエト社会主義共和国連邦の消滅と独立国家共同体（CIS）の創立を宣言した（ベロヴェーシ合意）。続いて12月21日、カザフスタンでの首脳会議にグルジア（ジョージア）を除く8か国も参加してアルマ・アタ宣言に合意した。これにより、加盟国を失ったソビエト連邦は12月25日に崩壊し、最初にして最後のソビエト連邦大統領となったゴルバチョフは辞任を表明した。

### 初期の活動
ソビエト連邦の崩壊によって誕生したCISであるが、各新独立国の体制は整っておらず、軍事面および経済面において問題が噴出し、この調整を行うことがCISの最初の課題となった。
軍事面においては、CIS統一軍の創設を行うかが焦点となった。ロシアは各国による独自軍とCIS統一軍を併存させる考えを有しており、この構想には国力・経済力的に独自軍の整備が困難である中央アジア諸国が賛同していた。一方でウクライナは、ロシアとの間で黒海艦隊やクリミア半島の帰属問題を抱え、独立を強く志向しており、この構想に反対であった。親ロシア派が支配する沿ドニエストル共和国の問題を抱えるモルドバ、アルメニアとのナゴルノ・カラバフ自治州の領土問題を抱えるアゼルバイジャンが同調した。結局1992年5月にロシア連邦軍が創設され、同時に集団安全保障条約をロシア、アルメニア、中央アジア諸国が締結することで軍事的協力体制の構築が図られた。こうした動きによってCIS統一軍は形骸化していき、1993年には消滅した。
CIS加盟各国および西側諸国にとって最大の懸案は、各地に置かれた膨大な軍事施設、特に核兵器とそれを遠方に撃ち込める弾道ミサイルの管理であった。1991年頃、ロシア、ウクライナ、ベラルーシ、カザフスタンに約1万2000発の長距離核、それら四ヶ国およびバルト三国を除く旧ソ連全域に約1万5000発の短距離核、併せて2万7000発の核弾頭が残されていたとされる。特に核戦力がベラルーシ、ウクライナ、カザフスタンによって大量に保管されていたことは脅威であったが、CISによってロシアが一括管理することが取り決められた。カザフスタンにあった大陸間弾道ミサイル（ICBM）用核弾頭650発は1995年4月に撤去。ベラルーシは核弾頭18発を1995年末、ICBM18基を1996年に撤去。ウクライナにはICBM176基、戦略爆撃機46、核弾頭は実に1592発が存在していたが、第一次戦略兵器削減条約のリスボン議定書に基づいて、全てロシアの管理下に置かれた。またソ連の宇宙開発の中心であった、カザフスタンのバイコヌール宇宙基地はロシアがカザフスタンに使用料を支払って維持することとした。
また経済面においては、ルーブル圏の維持が焦点となった。独立当初はソビエト連邦ルーブルが全ての国で流通していたものの、各国に創設された中央銀行がそれぞれ異なった経済政策を取りながらルーブルを発行したため経済的混乱が起こった。そこで1992年10月、ロシア、ベラルーシ、アルメニア、カザフスタン、ウズベキスタン、キルギスの各国が改めてルーブル圏を創設することを決定し、協定を結んだ。しかし混乱は収まらず、1993年7月にはロシアが1992年以前に発行された旧ルーブル紙幣の流通を停止し、これを受けてウクライナとキルギスは独自通貨へと移行した。1993年9月には新ルーブル圏創設協定がロシア、ベラルーシ、アルメニア、カザフスタン、ウズベキスタン、タジキスタンによって調印されたものの、わずか2か月後の11月には破綻が明らかとなり、アルメニア、カザフスタン、ウズベキスタンが独自通貨へ移行して、ルーブル圏にはロシア、ベラルーシ、タジキスタンが残るのみとなった。
1992年のバルセロナ夏季オリンピックとアルベールヴィル冬季オリンピックにおいては、統一した選手団を送ることとした。ジョージアが当時はまだ加盟していなかったため、地域名はCISもフランス語のCommunauté des États indépendants (CEI) も用いられず、英語のUnified Team にあたるフランス語のÉquipe Unifiée からEUNと表記された。日本のマスメディアでは、漢字名で「独立国家共同体」或いはCISと呼ばれたりしたが、事実上「旧ソ連統一チーム」として扱われた。その後、1994年に開催されたリレハンメルオリンピック以降は各国がそれぞれ代表団を送ることとなり、EUN選手団は消滅した。
1993年にはCIS憲章が制定され、この憲章を批准した国家がCISの加盟国として認められることとなった。この年にはそれまで反露・親欧米路線を主張してCISへの参加を拒否していたジョージアが、国内の南オセチア・アブハジア問題を契機として加盟した。一方で初期加盟国のうち、アゼルバイジャンの憲章批准はやや遅れ、またトルクメニスタンとウクライナは憲章批准を拒否して正式加盟を見送った。

### ユーラシア経済共同体（EurAsEC）と民主主義と経済発展の機構（GUAM）
設立からしばらくはエリツィン政権下のロシアが安定しなかったこともあり、共同体としての連携は目立たず、その間に、新設国は概ね強大な権力を持った大統領が治める独裁国家となった。
1994年になると、それまで分離傾向が目立っていた加盟各国に統合の動きが現れ始めた。1996年にはベラルーシ、カザフスタン、ロシア、キルギスの4か国が統合強化条約を結んだ。
ジョージア、ウズベキスタン、ウクライナ、アゼルバイジャン、モルドバはロシアから距離を置く政策を採り、ウズベキスタンを除く4か国は、ロシアに対抗して1997年にこれら諸国の頭文字を採ったGUAMを結成した。この組織には1999年にウズベキスタンも参加し、GUUAMと呼ばれるようになったが、2005年にウズベキスタンは脱退し、残った4か国は2006年にこの組織を「GUAM 民主主義と経済発展のための機構」へと改称した。これらの国は、2006年7月のCIS首脳会談に欠席している。
これに対し、ベラルーシ、カザフスタン、タジキスタン、キルギス、アルメニアはロシアとの緊密な関係を保ち、アルメニアを除く5か国で2000年10月ユーラシア経済共同体（EurAsEC）を結成した。こうしてCIS内に、ロシアを中心とする統合派と、ウクライナやジョージアなどからなる反統合派の2つのグループが成立することとなった。

### バラ革命、オレンジ革命、チューリップ革命
2000年にウラジーミル・プーチンがロシア大統領となると、周辺国との連携を強化しようと試みるが、2001年のアメリカ同時多発テロが発生したため、国内のテロ対策も踏まえ、対テロ戦争に同意してアフガニスタン戦争のため、アフガニスタンに近いウズベキスタン、タジキスタンへの米軍駐留を黙認したが、中央アジアでのアメリカの覇権が強まると考えられた。
プーチンは2003年のイラク戦争には反対して米国と対立する。米国と西側諸国はイラクのサッダーム・フセイン政権打倒を果たし、西欧のNGOなどと共にCIS域内の民主化勢力の支援を行った。この結果、ジョージア（バラ革命）、ウクライナ（オレンジ革命）、キルギス（チューリップ革命）で独裁政権が倒れて民主化が達成された。しかし、米軍が駐留していたウズベキスタンでは、市民運動が革命に繋がらずに失敗、その結果アメリカはウズベキスタンのイスラム・カリモフ大統領の怒りを買い、同国から米軍を撤収させることとなった。
トルクメニスタンは永世中立国となっていたため、2005年に加盟国から準加盟国へ移行した。
ウクライナやジョージアは北大西洋条約機構（NATO）加盟の意思を表明しているが、実現していない。以前よりCISへの嫌悪を隠さなかったジョージアは、2008年8月の南オセチア問題をきっかけとしてCISからの脱退を表明した。このときロシアは南オセチアに爆撃を開始したジョージアに対して住んでいるロシア人を守るためと称して爆撃・侵攻したが、CISはこれに対して声明を発せず、また各国も沈黙（賛成も反対もしない）を通している。

### ロシアのウクライナ侵攻
2022年2月24日、ロシアのプーチン政権はウクライナ全土への攻撃を始めた。対ウクライナ開戦後もCIS首脳会議を開催している。しかし「CIS諸国の大半はロシアによるウクライナ4州の併合宣言を認めていない」「ロシアと距離を置く動きが目立っており、求心力の低下が鮮明になっている」「CISの形骸化が進み、中国や米国と旧ソ連諸国の結びつきが一層強まる可能性が高い」などと日経新聞が報じた。
またウクライナの隣国であるモルドバでもCISからの分離が進んでおり、大統領であるマイア・サンドゥは今後モルドバでCIS首脳会議を開催しないことを表明した。またCIS議会間総会からの脱退手続き開始の文書作成が指示された。

## 機構
- 国家元首会議
- 政府議長会議
- 外務相会議
- 国防相会議
- 国境軍司令官会議
- CIS議会間総会（Interparliamentary Assembly）
- 経済裁判所

## 加盟国
| 国名             | CIS加盟         | CISへの 加盟批准 | CIS憲章 の批准  | CISにおける 現在の状況 | ユーラシア経済共同体 （EurAsEC）加盟 （CIS内経済統合派） | 集団安全保障条約 （CSTO）加盟 （CIS内軍事統合派） | 民主主義と経済発展の ための機構（GUAM）加盟 （CIS内軍事分離派） | 中央アジア協力機構 （OCAC）加盟 |
| ---------------- | --------------- | ---------------- | --------------- | ---------------------- | -------------------------------------------------------- | ------------------------------------------------- | --------------------------------------------------------------- | ------------------------------- |
| ベラルーシ       | 1991年 12月8日  | 1991年 12月10日  | 1994年 1月18日  | 創設時加盟国           | 加盟国 (2000年以降)                                      | 1993年12月31日                                    | -                                                               | -                               |
| ロシア           | 1991年 12月8日  | 1991年 12月12日  | 1993年 7月20日  | 創設時加盟国           | 創設時加盟国 (2000年以降)                                | 1992年5月15日                                     | -                                                               | 加盟国 (2004年以降)             |
| アルメニア       | 1991年 12月21日 | 1992年 2月18日   | 1994年 3月16日  | 加盟国                 | オブザーバー (2003年以降)                                | 1992年5月15日                                     | -                                                               | オブザーバー (脱退？)           |
| アゼルバイジャン | 1991年 12月21日 | 1993年 9月24日   | 1993年 12月14日 | 加盟国                 | -                                                        | 1993年9月24日1999年に撤回                         | 創設時加盟国 (1997年以降)                                       | -                               |
| カザフスタン     | 1991年 12月21日 | 1991年 12月23日  | 1994年 4月20日  | 加盟国                 | 創設時加盟国 (2000年以降)                                | 1992年5月15日                                     | -                                                               | 創設時加盟国 (2002年以降)       |
| キルギス         | 1991年 12月21日 | 1992年 3月6日    | 1994年 4月12日  | 加盟国                 | 創設時加盟国 (2000年以降)                                | 1992年5月15日                                     | -                                                               | 創設時加盟国 (2002年以降)       |
| モルドバ         | 1991年 12月21日 | 1994年 4月8日    | 1994年 6月27日  | 加盟国                 | オブザーバー (2003年以降)                                | 未批准                                            | 創設時加盟国 (1997年以降)                                       | -                               |
| ウズベキスタン   | 1991年 12月21日 | 1992年 1月4日    | 1994年 2月9日   | 加盟国                 | 加盟国(2006-2008)脱退(2008年以降)                        | 1992年5月15日                                     | 加盟国 (1999-2005)脱退 (2005年以降)                             | 創設時加盟国 (2002以降)         |
| タジキスタン     | 1991年 12月21日 | 1993年 6月26日   | 1993年 8月4日   | 加盟国                 | 創設時加盟国 (2000年以降)                                | 1992年5月15日                                     | -                                                               | 創設時加盟国 (2002年以降)       |

2018年現在、独立国家共同体に加盟しているのはロシア、カザフスタン、タジキスタン、ウズベキスタン、キルギス、ベラルーシ、アルメニア、アゼルバイジャン、モルドバの9か国である。ソ連を構成した全15国のうち、バルト三国はCIS設立前に独立したうえ、バルト諸国占領以来のソ連による過酷な支配から反ロシア意識が強く、CISには参加せず、欧州連合（EU）と軍事同盟であるNATOに加盟した。
CIS加盟条約は12か国が批准しており、1993年1月22日にCIS憲章が制定されるまでは、CIS創設協定がCISの主な規約となっていた。CIS憲章の2章7項によって、加盟国はCIS憲章を批准した国家と公式に定められた。この憲章はウクライナとトルクメニスタンの2か国が批准していないため、この両国は正式な加盟国とはなっていない。しかしトルクメニスタンは憲章未批准にもかかわらず一貫してCISに招かれており、まるで加盟国のような状態にある。2005年8月26日にはトルクメニスタンはCISの資格を「準加盟国」に変更し、国連の認識する中立状態に合致するようにした。ウクライナは創設時参加国の一つであり、1991年12月には加盟を批准したものの、CIS憲章の批准は拒否した。これは、ロシアがソビエト連邦の唯一の法的な後継国家となることに同意しなかったためだった。このため、前述の憲章によればウクライナはCISの加盟国ではなかったものの、CISへの参加は認められ続けていた。1994年には、ウクライナはCIS経済連合の準会員となっていた。またジョージアは1994年にCIS憲章を批准し加盟したものの、2008年に批准を撤回して脱退した。
2014年クリミア危機によってロシアとウクライナの関係が極度に悪化し、ウクライナは2014年3月19日に脱退の意向を表明した。2016年11月には、パヴロ・クリムキン外相が、同国のニュースチャンネル「112ウクライナ」とのインタビューで、脱退に向けた準備を進めていることを確認した。ウクライナのぺトロ・ポロシェンコ大統領は2018年04月12日、独立国家共同体（CIS）の枠組みから離脱することを正式に表明し、離脱に関する法案の準備とミンスクのCIS本部からのウクライナ代表部の完全撤収を指示したことを明らかにした。しかし公式サイトによれば、2023年時点でもウクライナは参加国のままである。
なお、議長国は持ち回りで務めるが、客員参加国でも議長国となることが可能である。実際に2012年にトルクメニスタンが議長国を務めている。また2014年の議長国はウクライナであったが、2014年ウクライナ騒乱およびその後のクリミア危機の影響で議長国の座から退いた。2014年の議長国はベラルーシ（2013年の議長国）とカザフスタン（2015年の議長国予定）が共同で務めた。

## 執行書記

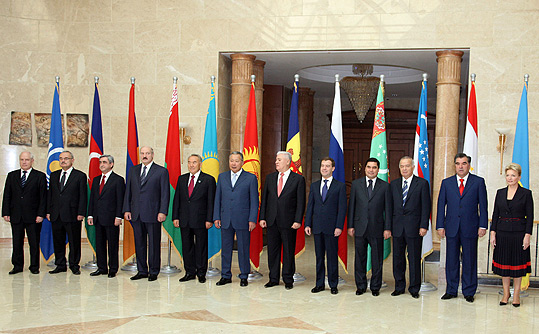
ビシュケクで2008年に集合したCIS加盟各国の指導者

| 執行書記                 | 出身国     | 在任期間                       |
| ------------------------ | ---------- | ------------------------------ |
| Ivan Korotchenya         | ベラルーシ | 1991年12月26日 – 1998年4月29日 |
| ボリス・ベレゾフスキー   | ロシア     | 1998年4月29日 –1999年3月4日    |
| Ivan Korotchenya         | ベラルーシ | 1999年3月4日– 1999年4月2日     |
| ユーリ・ヤロフ           | ロシア     | 1999年4月2日 – 2004年6月14日   |
| ウラジーミル・ルシャイロ | ロシア     | 2004年6月14日 – 2007年10月5日  |
| セルゲイ・レベジェフ     | ロシア     | 2007年10月5日 – 在任中         |

## CIS首脳会議
- 1991年12月 - ベロヴェーシの森（ベラルーシ）、アルマトイ（カザフスタン）
- 1992年10月 - ビシュケク（キルギス）
- 1993年4月 - ミンスク（ベラルーシ）
- 1994年10月 - モスクワ（ロシア）
- 1995年5月 - ミンスク（ベラルーシ）
- 1996年5月 - モスクワ（ロシア）
- 1997年1月 - モスクワ（ロシア）
- 1998年4月 - モスクワ（ロシア）
- 1999年4月 - モスクワ（ロシア）
- 2000年6月 - モスクワ（ロシア）
- 2001年10月 - モスクワ（ロシア）※創立10周年
- 2002年10月 - キシナウ（モルドバ）
- 2003年9月 - ヤルタ（ウクライナ）
- 2004年9月 - アスタナ（カザフスタン）
- 2005年8月 - カザン（ロシア）
- 2006年10月 - ミンスク（ベラルーシ）
- 2007年10月 - ドゥシャンベ（タジキスタン）
- 2008年10月 - ビシュケク（キルギス）
- 2009年10月 - キシナウ（モルドバ）
- 2010年5月 - モスクワ（ロシア）
- 2011年9月 - ドゥシャンベ（タジキスタン）※創立20周年
- 2012年5月 - モスクワ（ロシア）
- 2012年12月 - アシガバート（トルクメニスタン）
- 2013年10月 - ミンスク（ベラルーシ）
- 2014年10月 - ミンスク（ベラルーシ）
- 2015年10月 - Burabay（カザフスタン）
- 2016年9月 - ビシュケク（キルギス）
- 2017年10月 - ソチ（ロシア）
- 2018年10月 - ドゥシャンベ（タジキスタン）
- 2022年10月 - アスタナ（カザフスタン）[18]
- 2022年12月 - サンクトペテルブルク（ロシア）[33]

## 経済
上記のとおりルーブル圏の維持が1993年に破綻したのち、1994年にはトルクメニスタンを除く11か国によって自由貿易圏創設協定が締結されたものの、実際には発効しなかった。
その後、貿易協定とは別に加盟国間でロシアを中心とした経済統合の動きが起こり、ベラルーシ・カザフスタン・タジキスタン・キルギス・ロシアの5か国は2000年10月にユーラシア経済共同体（EurAsEC）を結成した。2010年1月にはロシア・ベラルーシ・カザフスタンの3か国がユーラシア関税同盟を結成し、さらに統合の度合いを深めた。更に1年後の2011年10月18日、CIS加盟国のうちロシア・ウクライナ・ベラルーシ・カザフスタン・キルギス・タジキスタン・モルドバ・アルメニアの8か国によって自由貿易協定（FTA）が締結され、独立国家共同体自由貿易地域が成立した。
2012年9月にはロシア、ベラルーシ、ウクライナの3か国が批准を行ったために条約が発効し、2012年末までにはカザフスタン、アルメニア、モルドバも批准を完了した。2013年12月にはウズベキスタンが条約に署名し、その後に批准した。署名したうちで残る2つの未批准国であるキルギスとタジキスタンも、2014年1月と2015年12月にそれぞれ批准を済ませた。
2015年1月にはユーラシア経済共同体が新たに生まれ変わることを前提とする発展的解消の元、ベラルーシ、カザフスタン、ロシアの3か国によってユーラシア経済連合が結成され、アルメニアおよびキルギスも同年中に加盟した。
こうして、CIS自由貿易協定の加盟国は9か国となり、CIS内で自由貿易協定に参加していないのはアゼルバイジャンのみとなった。
一方で、2016年1月1日よりウクライナとEUとの自由貿易協定である深化した包括的自由貿易協定（DCFTA）が発効したが、これに先立ってロシアは同日よりウクライナとのFTA関係を停止する大統領令を発布した。

## 加盟各国の経済データ
| 国               | 人口 (2015年) | GDP 2007年 (USD)  | GDP 2012年 (USD)  | GDP成長率 (2012年) | 一人当たりGDP (2007年) | 一人当たりGDP (2012年) |
| ---------------- | ------------- | ----------------- | ----------------- | ------------------ | ---------------------- | ---------------------- |
| ベラルーシ       | 9,475,100     | 45,275,738,770    | 58,215,000,000    | 4.3%               | 4,656                  | 6,710                  |
| カザフスタン     | 17,417,447    | 104,849,915,344   | 196,642,000,000   | 5.2%               | 6,805                  | 11,700                 |
| キルギス         | 5,776,500     | 3,802,570,572     | 6,197,000,000     | 0.8%               | 711                    | 1,100                  |
| ロシア           | 146,270,033   | 1,294,381,844,081 | 2,022,000,000,000 | 3.4%               | 9,119                  | 14,240                 |
| タジキスタン     | 8,610,000     | 2,265,340,888     | 7,263,000,000     | 2.1%               | 337                    | 900                    |
| ウズベキスタン   | 31,025,500    | 22,355,214,805    | 51,622,000,000    | 4.1%               | 831                    | 1,800                  |
| アゼルバイジャン | 9,356,100     | 33,049,426,816    | 71,043,000,000    | 3.8%               | 3,829                  | 7,500                  |
| モルドバ         | 3,558,200     | 4,401,137,824     | 7,589,000,000     | 4.4%               | 1,200                  | 2,100                  |
| アルメニア       | 3,022,000     | 9,204,496,419     | 10,551,000,000    | 2.1%               | 2,996                  | 3,500                  |

## その他

### CIS諸国の交通
これらの鉄道は1520mm広軌であるために今でも頻繁に国際列車が運行され、ソ連時代からのエレクトリーチカや客車が各国で使用され、各国で様々な内装や塗装に変更され、個性ができている。CISは広大であるが電化率は高く、中央アジアでも電気機関車やエレクトリーチカが走っている。しかし、EUに加盟したバルト三国や、NATOに加盟をしようとしているウクライナではヨーロッパの標準軌ではないためにボトルネックとなり、フリーゲージトレインが使用されている区間がある。
高速鉄道は、ロシアのモスクワとサンクトペテルブルクとの間およびモスクワとニジニ・ノヴゴロドとの間で、ドイツの高速鉄道を現地化したサプサン号が、ウズベキスタンのタシュケントとサマルカンドとの間で、スペインの高速鉄道を現地化したアフラシャブ号が運行されている。

## 脚註

### 註釈
1. ↑  後述の通り「参加」の実態には各国で温度差がある。

### ロシアを含む国家間協力枠組み
- 現存
  - 集団安全保障条約
  - 上海協力機構
  - GUAM（民主主義と経済発展のための機構GUAM）
  - ロシア・ベラルーシ連合国家創設条約
  - 東方パートナーシップ
  - ユーラシア経済連合
  - ユーラシア連合
  - BRICS
- 過去
  - 経済相互援助会議（コメコン）
  - ワルシャワ条約機構
  - オリンピックのEUN選手団
  - 中央アジア協力機構
  - ユーラシア経済共同体